# Bill Chott
Bill Chott est un acteur et scénariste américain, né le 23 juillet 1969 à Saint-Louis, Missouri (États-Unis).

## Filmographie

### Acteur

#### Cinéma
- 1998 : Crossfire : Un garde de la sécurité
- 1998 : Short Cinema (Vidéo)
- 1998 : Tomorrow Night (en) de Louis C.K. : Le dandy
- 1999 : Children of the Struggle : Le manager du café
- 1999 : Galaxy Quest : Un fan
- 2000 : Dancing at the Blue Iguana : Angel's Regular
- 2000 : Eh mec ! Elle est où ma caisse ? (Dude, Where's My Car?) : Big Cult Guard #1
- 2003 : Brainwarp (Vidéo) : LaFoot
- 2004 : Outpost (Vidéo) : Larry
- 2004 : Nerd Hunter 3004 : Le crétin
- 2005 : The Ringer : Thomas
- 2006 : Dante's Inferno : Ciaccio (Voix)
- 2007 : Wild Girls Gone : Le glacier
- 2010 : Night Terrors : Troy Cody
- 2011 : Rhum express (The Rum Diary) de Bruce Robinson : Un champion de bowling
- 2011 : Orange You Super? : George the Vlogger
- 2012 : Les Chiots Noël, la relève est arrivée (Santa Paws 2 : The Santa Pups) : M. Holman

#### Télévision
- 1996 : The Dana Carvey Show (série télévisée) : Rôles variés
- 1998 - 1999 : Troisième planète après le Soleil (3rd Rock from the Sun) (série télévisée) : Fred / Le type du câble
- 2000 : Freaks and Geeks (série télévisée) : Señor O'Hara
- 2000 : Popular (série télévisée) : Dr Donald Dave
- 2001 : Urgences (ER) (série télévisée) : Glen Ashman
- 2003 : Spy Girls (She Spies) (série télévisée) : Carter
- 2005 : Weekends at the DL (série télévisée) : Dave
- 2005 : Les Experts (CSI: Crime Scene Investigation) (série télévisée) : Jerry Gable (Saison 6, épisode 9)
- 2006 : Channel 101 (en) (Téléfilm) : Professeur Francis Londonberry III
- 2006 : Zim l'envahisseur (Invader ZIM) (série télévisée) : Agent Messie/ Opérateur du FBI
- 2007 : Philadelphia (It's Always Sunny in Philadelphia) (série télévisée) : Gary
- 2007 - 2011 : Les Sorciers de Waverly Place (Wizards of Waverly Place) (série télévisée) : M. Laritate
- 2008 : Monk (série télévisée) : M.. Harrison

### Scénariste
- 1996 : The Dana Carvey Show (série télévisée) : Rôles variés